# Jean-Baptiste Pégot-Ogier
Pour les articles homonymes, voir Pégot-Ogier et Pégot.
Jean-Baptiste Pégot est un homme politique français né le 18 septembre 1794 à Saint-Gaudens (Haute-Garonne) et mort le 12 juillet 1874 à Toulouse (Haute-Garonne).

## Biographie
Engagé volontaire en 1812, il est lieutenant de grenadiers à la bataille de Waterloo et démissionne après la chute de l'Empire. Opposant à la Restauration et à la Monarchie de Juillet, il est député de la Haute-Garonne de 1848 à 1849, siégeant à gauche.

## Sources
- « Jean-Baptiste Pégot-Ogier », dans Adolphe Robert et Gaston Cougny, Dictionnaire des parlementaires français, Edgar Bourloton, 1889-1891 [détail de l’édition]